# 第28回日劇學院賞
←第27回 - 第28回 - 第29回→
第28回日劇學院賞是針對2001年一到三月在日本播出的連續劇做出投票與評比，這一期一共有二十五部連續劇被提名。

## 得獎名單

### 最優秀作品賞
1. HERO
2. 白影
3. 叫她第一名
4. 蛋糕上的草莓
5. 愛當女主播

### 主演男優賞
1. 木村拓哉（HERO）
2. 中居正廣（白影）
3. 瀧澤秀明（蛋糕上的草莓）

### 主演女優賞
1. 水野美紀（愛當女主播）
2. 常盤貴子（叫她第一名）
3. 菅野美穗（2001年的男人運）

### 助演男優賞
1. 窪塚洋介（蛋糕上的草莓）
2. 上川隆也（白影）
3. 阿部寬（HERO）

### 助演女優賞
1. 深津繪里（叫她第一名）
2. 松隆子（HERO）
3. 竹內結子（白影）

### 主題歌賞
1. 宇多田光：Can You Keep A Secret?（HERO）
2. 竹內瑪麗亞：午夜的夜鶯（白影）
3. 木瀧真由：Do you remember me?（叫她第一名）

### 其他
- 新人俳優賞：尹孫河（再吻一次）
- 最佳服裝賞：木村拓哉（HERO）
- 腳本賞：大森美香（叫她第一名）
- 監督賞：鈴木雅之、平野真、澤田鎌作、加門幾生（HERO）
- 劇中音樂賞：千住明（蛋糕上的草莓）、服部隆之（HERO）
- 卡司賞：HERO
- 片頭賞：土井裕泰（蛋糕上的草莓）
- 電視週刊特別賞：奧黛麗的電影史考證

## 得票結果

### 作品賞

#### 評審投票
1. HERO
2. 叫她第一名
3. 愛當女主播

#### TV記者投票
1. 叫她第一名
2. HERO
3. 白影

#### 讀者投票
1. 白影
2. HERO
3. 荒太的狗日記
4. 蛋糕上的草莓
5. 打拼男人幫
6. 叫她第一名
7. 愛當女主播
8. 2001年的男人運
9. 雙面情人
10. 奧黛麗

### 主演男優賞

#### 評審投票
1. 木村拓哉「HERO」
2. 瀧澤秀明「蛋糕上的草莓」
3. 中居正廣「白影」

#### TV記者投票
1. 中居正廣「白影」
2. 木村拓哉「HERO」
3. 織田裕二「打拼男人幫」

### 主演女優賞

#### 讀者投票
1. 常盤貴子「叫她第一名」
2. 水野美紀「愛當女主播」
3. 菅野美穗「2001年的男人運」
4. 竹內結子「白影」
5. 內田有紀「未來空港」
6. 荻野目慶子「女優杏子」
7. 松隆子「HERO」
8. 岡本綾「奧黛麗」
9. 仲間由紀惠「雙面情人」
10. 加藤貴子「去溫泉吧」

### 助演男優賞

#### 評審投票
1. 窪塚洋介「蛋糕上的草莓」
2. 大友康平「愛當女主播」、仁科貴「奧黛麗」
3. 阿部寬「HERO」

#### TV記者投票
1. 窪塚洋介「蛋糕上的草莓」
2. 市川染五郎「打拼男人幫」
3. 阿部寬「HERO」、陣內孝則「叫她第一名」

#### 讀者投票
1. 上川隆也「白影」
2. 窪塚洋介「蛋糕上的草莓」
3. 中村裕介「打拼男人幫」
4. 阿部寬「HERO」
5. 碇矢長介「白影」
6. 田邊誠一「2001年的男人運」
7. 陣內孝則「叫她第一名」
8. 市川染五郎「打拼男人幫」
9. 押尾學「2001年的男人運」
10. 根津甚八「荒太的狗日記」

### 助演女優賞

#### 評審投票
1. 深津繪里「叫她第一名」
2. 松隆子「HERO」
3. 大竹忍「奧黛麗」、友阪理惠「愛當女主播」

#### TV記者投票
1. 深津繪理「叫她第一名」
2. 竹內結子「白影」
3. 深田恭子「蛋糕上的草莓」、松隆子「HERO」

#### 讀者投票
1. 竹內結子「白影」
2. 深津繪理「叫她第一名」
3. 松隆子「HERO」
4. 深田恭子「蛋糕上的草莓」
5. 原沙知繪「白影」
6. 大塚寧寧「HERO」
7. 安倍夏美「荒太的狗日記」
8. 內山理名「蛋糕上的草莓」
9. 樹木希林「荒太的狗日記」
10. 松下由樹「搶錢大作戰」

### 主題歌賞

#### 評審投票
1. 宇多田光：Can You Keep A Secret?（HERO）
2. 竹內瑪麗亞：午夜的夜鶯（白影）
3. 茱蒂與瑪莉：Lucky Pool（2001年的男人運）

#### TV記者投票
1. 宇多田光：Can You Keep A Secret?（HERO）
2. 竹內瑪麗亞：午夜的夜鶯（白影）
3. ABBA：SOS（蛋糕上的草莓）、木瀧真由：Do you remember me?（叫她第一名）

#### 讀者投票
1. 竹內瑪麗亞：午夜的夜鶯（白影）
2. 宇多田光：Can You Keep A Secret?（HERO）
3. 近畿小子：ボクの育中には羽根がある（荒太的狗日記）
4. ABBA：SOS（蛋糕上的草莓）
5. 織田裕二：到天空的彼端（打拼男人幫）
6. 木瀧真由：Do you remember me?（叫她第一名）
7. 茱蒂與瑪莉：Lucky Pool（2001年的男人運）
8. ABBA：CHIQUITITA（蛋糕上的草莓）
9. 倉木麻衣：Reach for the sky（奧黛麗）
10. 小事樂團：Graceful World（未來空港）